# Tilursar-e Sharqi
Tilursar-e Sharqi (em persa: , também romanizada como Tīlūrsar-e Sharqī; também conhecida como Tīlūr) é uma aldeia do distrito rural de Kelarabad, no condado de Abbasabad, da província de Mazandaran, Irã.
No censo de 2006, sua população era de 512 habitantes, em 156 famílias.